# Сражение при Порто-Белло (1739)
Сражение при Порто-Белло (англ. Battle of Porto Bello ) — первое сражение войны за ухо Дженкинса, в ходе которого 20 ноября 1739 года британский адмирал Вернон обстрелял и захватил испанский город Порто-Белло в Панаме. Вернон разрушил Порто-Белло и через три недели покинул город. Захват Порто-Белло стал сенсацией в Англии и Америках, и в его честь было названо множество мест в Англии и Тринадцати колониях.

## Предыстория
16 июля 1739 года адмирал Эдвард Вернон получил приказ отбыть в Вест-Индию, принять командование всеми вооружёнными силами в регионе и предпринять против Испании те меры, которые он сочтёт нужными. Он должен был топить испанские корабли и собирать информацию об отплытии галеонов с золотом из Картахены и Порто-Белло, а если испанцы надумают атаковать Южную Каролину или Джорджию из Гаваны, то он должен был перехватить этот флот. Два-три фрегата он должен был оставить для охраны Ямайки. Вопреки распространённому мнению, в приказах не было ничего сказано о захвате Порто-Белло, и говорилось только о том, что он может атаковать испанский флот в гавани этого города, если сочтёт такое нападение безопасным.
28 сентября Вернон прибыл на Антигуа, откуда отправился в Сент-Китс и там отправил капитана Уотерхауза с тремя кораблями, чтобы потревожить испанские торговые пути и потом присоединиться к Вернону в Порт-Ройале. 12 октября 1739 года Вернон прибыл в Порт-Ройал. Он собирался атаковать испанские галеоны в Гаване, но выяснил, что они туда ещё не прибыли. Он рассчитывал встретить в Порт-Ройале комоддора Брауна с его флотом, но Браун отсутствовал, крейсируя около Гаваны. Из Порт-Ройала Вернон написал в Лондон о своих планах. Он сказал, что если предполагается захватить часть испанских владений, то наиболее чувствительной для Испании потерей была бы утрата Кубы. Однако, это была бы слишком долгая и дорогостоящая операция. Он писал, что все прошлые экспедиции были неудачны потому, что уходило много времени на концентрацию сил, а за это время начинались людские потери из-за болезней. Он собирался вести короткие кампании, начав сразу же, в первые шесть недель пребывания в Вест-Индии. Наиболее очевидными целыми были Картахена и Порто-Белло. Губернатор Трелони предлагал атаковать Картахену, но у Вернона было недостаточно сил для этого. Нападение же на Порто-Белло казалось ему вполне осуществимым.
28 октября на Ямайку вернулся комоддор Браун, поэтому 5 ноября Вернон отплыл к Порто-Белло с эскадрой в шесть линейных кораблей:
- HMS Hampton Court[англ.], 70 пушек
- HMS Worcester[англ.], 60 пушек
- HMS Norwich[англ.], 50 пушек
- HMS Burford[англ.], 60 пушек
- HMS Strafford[англ.], 60 пушек
- HMS Swallow, 60 пушек

Известия о начале войны и активизации английского флота пришли в Порто-Белло 8 ноября. Губернатор города запросил у начальства в Панаме помощи в привидении города в обороноспособное состояние. Губернатор Панамы дал согласие, но никаких реальных шагов по укреплению города предпринято не было.

## Осада

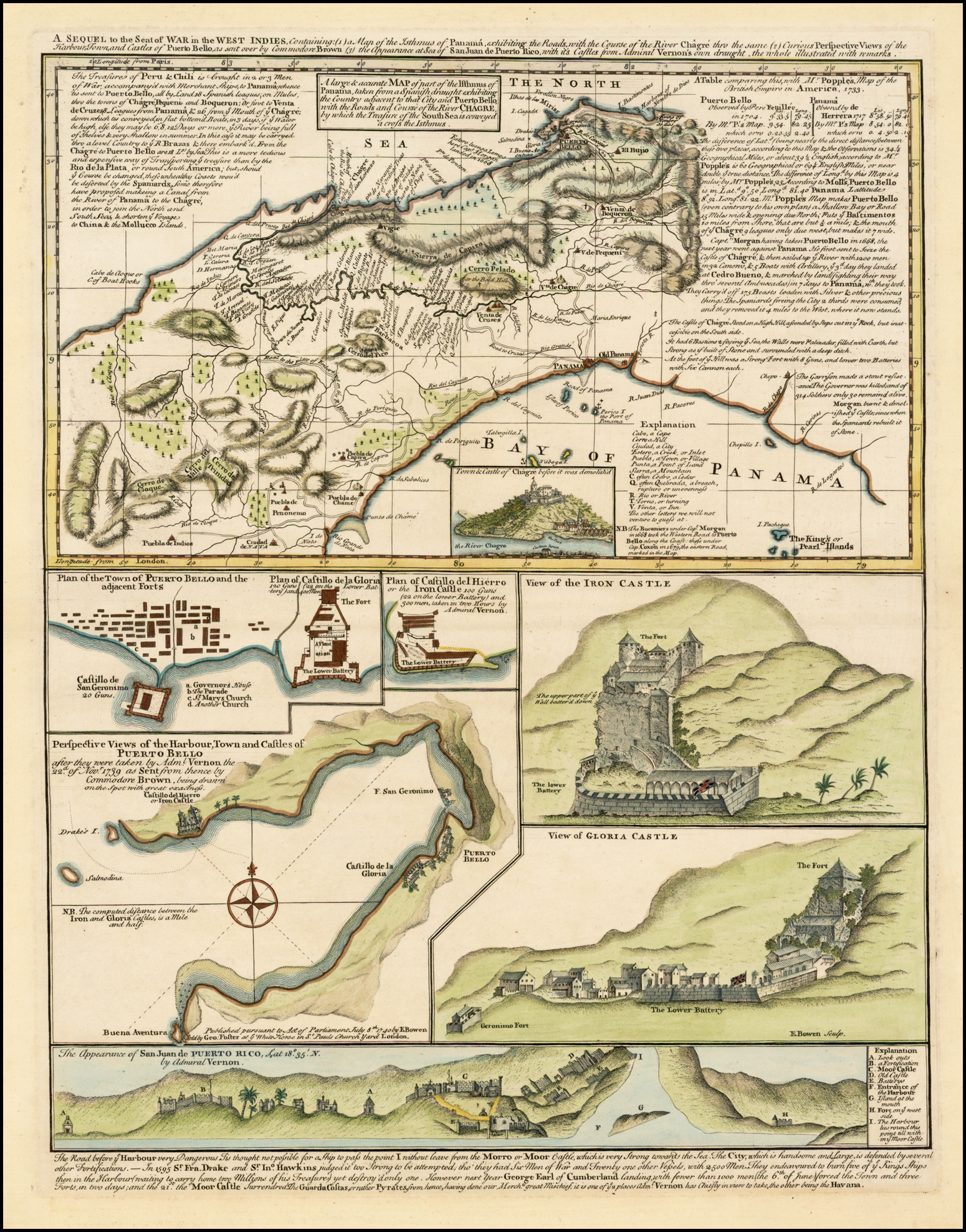
Карта укреплений Порто-Белло

Город Порто-Белло находился в глубине длинной узкой бухты, ширина которой составляла около полумили. Через гавань Порто-Белло ввозились товары в Панаму и вывозилось золото в  Испанию. Берега бухты были довольно круты, а на северном берегу был построен Железный замок. На южном берегу в глубине бухты стояли укрепления Глория и Сан-Джеронимо. Уже через день после отплытия с Ямайки Вернон составил план нападения: эскадра должна была пройти в кабельтове от Железного замка, дав залп во время прохождения, после чего HMS Hampton Court и HMS Worcester должны были встать на якорь у форта Глория и начать бомбардировку, HMS Norwich должен был встать на якорь у форта Сен-Джеронимо и начать обстрел этого укрепления, а HMS Strafford и HMS Princess Louisa должны были приступить к обстрелу Железного замка.
20 ноября эскадра Вернона подошла к Порто-Белло и встала на якорь в двух или трёх лигах от города, а на следующий день в 05:00 Вернон собрал капитанов у себя на борту и отдал им последние распоряжения. Через час эскадра построилась в боевую линию и начала приближаться к укреплениям. Ветер дул северный и северо-северо-западный, но в 14:00, когда HMS Hampton Court вошёл в бухту, ветер сменился на восточный, и атаковать форт Глория стало невозможно. Тогда комоддор Браун по личной инициативе остановил корабль в полукабельтове от Железного замка и открыл огонь по укреплениям. Обстрел длился примерно полчаса, и всё это время остальные корабли не могли подойти к форту, но за полчаса орудия Брауна полностью разрушили испанские укрепления. Вскоре подошли HMS Worcester и HMS Norwich, и присоединились к обстрелу. Вернон заметил, что оборона форта почти сломлена и велел высадить десант. Через полчаса матросы захватили нижние и верхние укрепления, обнаружив там всего 35 человек, оставшихся в живых. Форт был взят, но остальные задачи до темноты выполнить не удалось, поэтому Вернон отвёл флот немного в сторону, чтобы не попасть под огонь фортов, и встал на ночёвку.
22 ноября в 05:00 Вернон снова собрал капитанов на совещание, раздал им указания, и в 06:00 корабли начали выдвигаться для атаки оставшихся укреплений. Вскоре показалась лодка с парламентёром: губернатор Порто-Белло согласился капитулировать на определённых условиях. Но его условия не включали капитуляцию кораблей в гавани, поэтому Вернон отклонил их и дал губернатору время до 15:00 на принятие его собственных условий. В полдень губернатор согласился на его условия. Вернон высадил пехоту и занял оба замка. Он сразу же приказал разрушить все укрепления, чтобы оставить Порто-Белло полностью беззащитной бухтой.

## Последствия
Вернон оставался в Порто-Белло три недели. Он подумывал о том, чтобы повторить набег Моргана на Панаму 1671 года. Сообщалось, что в Панаме стоит груз золота из Лимы, но для этого предстояло пройти по суше 40 миль, и при этом тащить на руках пушки, потому что тяглового транспорта у Вернона не было. Вернон решил не рисковать, а вернуться на Ямайку, пополнить припасы кораблей и ждать донесений от разведывательных судов. Он вернулся в Порт-Ройал, где обнаружил, что необходимые припасы отсутствуют. По этой причине только 25 февраля он смог снова выйти в море.

### Статьи
- King, James Ferguson. Admiral Vernon at Portobelo: 1739 (англ.) // The Hispanic American Historical Review. — Duke University Press, 1943. — Vol. 23, iss. 2. — P. 258-282. — doi:10.2307/2508017.
- E. VERNON and CHA. BROWN. VERNON'S CAPTURE OF PORTO BELLO (англ.) // American Journal of Numismatics (1897-1924). — American Numismatic Society, 1905. — Vol. 40, iss. 1. — P. 14-17.